# زمین‌لرزه افغانستان
زمین‌لرزه افغانستان ممکن است به یکی از موارد زیر اشاره داشته باشد:
- زمین‌لرزه حمل ۱۳۸۸ افغانستان
- زمین‌لرزه سنبله ۱۳۸۸ افغانستان
- زمین‌لرزه دلو ۱۳۶۹ افغانستان
- زمین‌لرزه ۱۳۸۹ افغانستان
- زمین‌لرزه ۱۳۶۷ افغانستان
- زمین‌لرزه ۱۹ جوزای ۱۳۳۵ افغانستان
- زمین‌لرزه دلو ۱۳۷۷ افغانستان
- زمین‌لرزه ۲۳ حمل ۱۳۸۱ افغانستان
- زمین‌لرزه ۲۵ قوس ۱۳۶۱ افغانستان
- زمین‌لرزه ۲۹ حوت ۱۳۵۴ افغانستان
- زمین‌لرزه ۱۳۵۱ افغانستان
- زمین‌لرزه عقرب ۱۳۶۹ افغانستان
- زمین‌لرزه ۱۳۶۴ افغانستان
- زمین‌لرزه ۱۳۶۲ افغانستان
- زمین‌لرزه جوزای ۱۳۷۷ افغانستان